# 菊花高等女学校
| 菊花高等女学校 | 菊花高等女学校                                                                                                 |
| -------------- | --- |
| 創立           | 1903年（明治36年）                                                                                             |
| 所在地         | 京都府愛宕郡大宮村（創立時） ↓ 京都市伏見区桃山町 京都市伏見区毛利長門西町1 ↓ 京都市伏見区深草飯食町（廃止時） |
| 初代校長       | 川名庄吉 |
| 廃止           | 1948年 |
| 後身校         | なし |
| 同窓会         | |

菊花高等女学校（きくかこうとうじょがっこう）は、京都府にあった私立の高等女学校である。1903年に川名ワカが創立した女学校が源流で、1907年に高等女学校として認可。1914年以後は現在の京都市伏見区に校舎を置いた。第二次世界大戦後の学制改革期に廃校。
本項では第二次世界大戦後に設置された菊花女子専門学校についても言及する。

## 沿革

### 設立
設立者・川名ワカは、瓜生岩子が設立した社会事業団体「瓜生会」に参加し、京都の西陣において夫の川名庄吉とともに社会教育に従事していた人物である（彼女の経歴については後述）。著名な織物業者である伊達虎一の支援を受け、浄福寺を借りて西陣の女工を対象とした夜学を開いていたが、夜学が発展したために船岡山近傍の病院跡や、大徳寺の建物を借り受けるようになった。
1903年（明治36年）船岡山南東側の大宮頭（京都市立成逸小学校付近）に「菊花女学校」を開設。庄吉が校長、ワカが教諭兼舎監を務めた。附属幼稚園も開設された。「菊花」の名はワカの尊皇思想の反映という。1907年（明治40年）、菊花女学校は高等女学校として認可され「菊花高等女学校」となる。なお、文部省による認可が遅れたため、ワカが2人の子を連れて東京まで出、文部省の認可を獲得したとの話も伝えられている。
1912年（大正元年）、京都御所北東側・今出川御門門前の今出川通沿いにあった平安義会の施設を借り受けて学校を移転（現在の同志社女子中学校敷地付近）。これに際し、子爵清岡長言を校長に迎え、ワカは経営と教育に注力することとなった。しかし平安義会が施設を売却することとなり、退去を余儀なくされた。京都御所東側の廬山寺付近に移って1学期ほどを過ごしたのち、「桃山御陵下」へと移転することになった。なお、1932年に編纂された『川名女史と桃山御陵下の教育』によれば、明治天皇の崩御に悲嘆したワカが、将来的に桃山御陵のもとに移転することを志して大宮頭からの移転を発起したとされ、今出川へは仮の移転であったとしているが、今出川の校舎を買い取ろうとしてかなわなかったとも記しており、この時期が学園が最も「厄難」を被った時期であったとしている。

### 「桃山御陵下の教育」
1914年（大正3年）、紀伊郡堀内村（現在の京都市伏見区）の「桃山御陵下」に移転した（1920年代の地図では、現在の京都府総合教育センター付近に学校が描かれている）。学校設立に際しては、宮内省から桃山御陵の建物や器具、昭憲皇太后から下賜金を得ている。また、大正天皇の即位大典に使用された建物を下賜され、講堂「万歳館」としている。大正後期には、高等女学校の技芸科が菊花技芸女学校として高等女学校に並置された。1928年（昭和3年）に菊花高等女学校に家政専門部を設置している。
1928年（昭和3年）には、船井郡園部町の生身天満宮脇に姉妹校として菊花高等家政女学校を設立した。本校の創立25年記念事業であるとともに、統廃合により高等女学校がなくなった園部町側の要望に応じるもので、同地の卒業生や有志と「協定」の上で設立したという。施設の一部には、昭和天皇の大典の建物が下賜され使用された。
1931年（昭和6年）5月現在の『中等教育諸学校職員録』（中等教科書協会）によれば、「桃山御陵下」の校地に菊花高等女学校と菊花技芸女学校が置かれ、園部に菊花高等家政女学校が所在する。菊花高等女学校には本科（4年）・家政専攻科（3年）・補習科が置かれ、菊花技芸女学校には本科（3年）・専攻科、菊花高等家政女学校には本科（3年）・専攻科が置かれていた（翌年次の同誌では規模縮小がみられ、高等女学校の家政専攻科および技芸女学校の専攻科の記載がなくなっている）。

### 第二次世界大戦後
第二次世界大戦後の1946年3月30日、菊花第二高等女学校の設立が認可され、4月に開校した。
1946年4月30日、菊花女子専門学校（美術科・体育科）の設立が認可される（設立者は「財団法人川名学園」、校長は川名清）。認可を報じる新聞記事によれば、「婦徳の涵養に力め文化とスポーツを通じ再建日本の指導的婦人を育て」ることを掲げた学校で、開校は6月から、学校は当分は菊花高女内に置かれるとしている。美術科には日本画と洋画の2部、体育科には競技と舞踊の2部を設けるといい、美術と体育の女子専門学校は関西初とされる。1947年3月には国文科・英文科の増置が認可され:3,26/77、伏見区深草飯食町の野砲兵連隊の敷地約5万坪を取得し、高等女学校とともに移転を図っている:26,54/77。
学制改革にともない、菊花高女も（園部菊花もともに）新制高等学校へ移行する方針であった。しかし学園は経営難、学校運営をめぐる理事会と教員組合との対立など、いくつかの困難の渦中に置かれる。1947年7月から8月にかけて、「菊花学園」では教員組合と設置者（理事会）の間で対立が生じ、理事会による処分強行（教組と教授会の合意を無視して「五教官の出校停止」処分がなされたという）から、父兄会や行政当局も巻き込んで「もめにもんだ」という紛争が勃発している。8月に一度は「解決」が報じられたが、その後訴訟になったようである。
1948年1月、京都軍政部教育課長に着任したケーズ (E. H. Cades) は、公立新制中学校の整備（施設面では独立校舎を持つこと）や、学校教育・運営の民主化など、徹底した教育改革を断行した（ケーズ旋風）。このケーズによって菊花高等女学校の「不適格」性が指摘され、廃校に追い込まれることになる。1948年3月3日付の記事では「学園中の第一、第二高女と新制中学の三校は三月中に市当局に経営が移管されることになっている」という（なお、この記事では「菊花学園」の所在地は伏見区深草飯食町とある。この周辺一帯には軍用地（第16師団）があった。1947年8月時点で新制中学校用地確保のため「元菊花女などの買収」が挙げられる記事がおり、「桃山御陵下」からの移転があったと見られる）。
1948年3月2日、移管措置への対応を話し合っていた教職員組合の会合を訪れたケーズは、「職務停止」を命じられていた川名校長夫妻が引き続き学園の運営に介入することや、教育施設の不備など軍政部指令に違反することが多いことなどを指摘、「川名氏の任務は敷地を大阪財務局に返納するだけ」であって、返納後は府市当局者によって学校が運営されるべきと述べた。3月3日付の京都府の学務課長の声明では「菊花学園は解散したもの」とし、府の管理下に置いて市に移管するまで責任を持つこと、生徒と「資格ある有能教師」は府市協力のもとで勉学が続けられるよう努力することが示されている。
1948年5月の公立新制高等学校発足を伝える新聞記事によれば、「私立菊花女」を転換して京都市立藤森高等学校を開設するとある。しかしこの市立藤森高校は短命に終わっており（ケーズが公立中学校の校舎確保を優先させたことが背景にある）、1948年8月には市立藤森高校を廃止して校舎を新制中学校に転用することが決定された。

### 略年表
- 1903年（明治36年） - 大宮頭にて「菊花女学校」が創立される。
- 1907年（明治40年）3月29日 - 菊花女学校が高等女学校として認可され「菊花高等女学校」となる[1]。本科（4年）・補習科（1年）を設置[1]。
- 1912年（大正元年） - 今出川に移転。
- 1914年（大正3年） - 伏見の桃山御陵付近に移転。
- 1928年（昭和3年）
  - 菊花高等女学校に家政専門部を設置。
  - 姉妹校として菊花高等家政女学校を設立。
- 1929年（昭和4年） - 専攻科（3年）設置認可[1]
- 1940年（昭和15年）
  - 2月24日 - 本科の修業年限変更認可（5年）[1]
  - 4月22日 - 専攻科廃止認可[1]
- 1944年（昭和19年） - 菊花高等女学校の修業年限変更、本科（5年）、専攻科（1年）
  - 3月31日 - 設立者変更認可（「山田為治郎外一名」→「財団法人菊花学園」）[1]
  - 4月10日 - 専攻科設置認可、修業年限1年[1]
- 1946年（昭和21年） - 菊花第二高等条学校（修業年限4年）[2]、菊花女子専門学校（美術科・体育科）設立。
- 1948年（昭和23年） - 廃校。

## 創設者：川名ワカ
川名 ワカ（明治3年（1870年）2月8日 - ?）は、栃木県那須郡蛭田村（町村制施行後は湯津上村。現在の大田原市蛭田）において、庄屋を務める渡辺家に生まれる。4人きょうだいの長女（第一子）であった。
14歳で単身宇都宮に出、三科コトの私塾で、漢学・英語・数学・薙刀を学ぶ。塾の助教も務めるようになったが、コトは福島県の小学校訓導を務めることとなり、この塾は閉鎖された。1888年（明治21年）春、コトを慕ってワカを含め3名の塾生が福島に赴き、彼女たちは福島の小学校で雇授業生（代用教員）を務めた。この年、ワカ19歳の時、福島県師範学校の女子部第一回募集があり、ワカは入学条件と試験を突破して入学した。なお、入学条件の中には「他府県の人ではないこと」（福島県の費用を受給する関係上、福島県に戸籍があることが求められた）があったため、福島町長鈴木三郎兵衛の嫡女という形式を整えて入学している。
1891年（明治24年）3月に師範学校卒業後、福島県で小学校訓導を務める。ワカは子守教育・幼児教育に目を向けて取り組みをはじめた。1896年（明治29年）に福島尋常高等小学校（現在の福島市立福島第一小学校）で正式に子守教育を始めた（附属子守学校を設置した）際には、その担任も務めた。1897年（明治30年）に福島第二尋常高等小学校（現在の福島市立福島第二小学校）訓導に移ると、同小学校に付属幼稚園を設け、保母を兼任した。このほか、視覚障碍者の教育を始め、看護婦養成所の舎監を務めるなど、各種社会教育に従事した。女子教育の必要から高等女学校の設立にも尽力し、福島県立福島高等女学校（現在の福島県立橘高等学校）の基礎を築いたともされる。また、こうした社会事業での接点から、福島を拠点にしていた瓜生会（福島県出身の瓜生岩子が設立した社会事業団体）の活動にも参加、救貧事業にも関わった。岩子が東京養育院に招かれると、福島での瓜生会の事業を預かる一人となったという。
1899年（明治32年）、東京に出る。多忙となった岩子が、ワカの助力を求めたためという。社会事業に関わるとともに、小学校に職を求めた。本郷区の誠之小学校訓導を務めた際には、三上参次の子供の一人が世話になったといい、1932年に出版された『川名女史と桃山御陵下の教育』に三上が序を寄せている。瓜生会の活動を通じて、名士や要路の知遇も得た。
その後、京都に移住。瓜生会が事業として女工の教育を目指した際に、信州と京都西陣が候補となったためである。また、京都府師範学校で教鞭をとっていた川名庄吉と結婚、媒酌人は土屋弘（土屋鳳洲）夫妻であった。なお、夫妻はその後1男2女を設けている。

## 教育
1932年に菊花高等女学校同窓生によって編纂された『川名女史と桃山御陵下の教育』は、「唯物論」への危機感と「思想善導」の必要性が唱えられた当時の価値観のもとで川名を顕彰する性格の書籍ではあるが、ワカが強い「尊皇思想」をいだいていたこと、学校教育の基本に「尊皇主義」が据えられていたことが強調されている。「桃山御陵下」を校地としたのも「明治大帝の御霊魂を慕い奉」るという背景があったという。
『川名女史と桃山御陵下の教育』によれば、知識偏重の教育に対する批判的見地から、毎週2時間ずつ2回「趣味教育」の時間を設けており、文芸部・音楽部・絵画部・手芸部・園芸部などがあったという。また、運動（スポーツ）も盛んに行われており、『川名女史と桃山御陵下の教育』では、いざという時に薙刀を手にする「昔の武士気質の女」の現代版として「生徒全体にスポーツマンスピリットを養成する」とあり、精神的鍛錬の側面を強調するとともに、優秀な人材を教官に招聘してのスポーツ教育の実践が述べられている。
日本陸上競技選手権大会で活躍した山内リエ（200m・走高跳・走幅跳）や山下好子（80mハードル）は、本校の教員であった。稲葉静子（100m・200m）が1947年に優勝した際の所属は「菊花女専」あるいは「菊花高女教」とある。4×100mリレーは、中断前最後の大会（1942年「菊花女」、前田・稲葉・山下・山内）と戦後最初の大会（1946年「菊花女専」、大内・稲葉・山下・山内）で優勝している

## 戦後の関連教育機関
園部の菊花高等家政女学校は戦時期に「園部菊花女子商業学校」に改称し、第二次世界大戦後の1946年3月30日で財団法人清香学園を設置者とする学校として「園部菊花高等女学校」が認可されている（4月開校）。その後設置者の変更により、2022年現在は京都聖カタリナ高等学校となっている。
京都市左京区上高野で「菊の花幼稚園」を運営する「学校法人菊の花学園」（1953年設立認可・開園。代表者は川名姓）は、「女子教育の先駆者」川名ワカと菊花女学園にルーツを置いている。

## 著名な出身者
- 深尾須磨子 - 詩人